# Slabce
Slabce (Duits: Slabetz of Slabitz) is een Tsjechische gemeente (městys) in de regio Midden-Bohemen en maakt deel uit van het district Rakovník, ongeveer 12 km ten zuiden van Rakovník. Slabce telt 728 inwoners (2023).

## Geografie
De volgende plaatsen behoren tot de gemeente:
- Slabce
- Kostelík
- Malé Slabce
- Modřejovice
- Nová Ves
- Rousínov
- Skupá
- Svinařov

## Geschiedenis
Slabce werd voor het eerst vermeld in 1352. Sinds 29 mei 2007 is Slabce een gemeente.

## Verkeer en vervoer

### Wegen
De volgende wegen lopen door de stad:
- II/201 Kralovice - Slabce - Křivoklát - Zbečno - Unhošť
- II/233 Rakovník - Slabce - Radnice - Pilsen

### Spoorlijnen
Er is geen station of spoorlijn in de buurt van Slabce.

### Buslijnen
De volgende buslijnen halteren in Slabce:
- 572 Rakovník - Krakovec - Slabce - Kostelík - Zvíkovec
- 575 Rakovník - Pavlíkov - Slabce - Kostelík - Zvíkovec
- 576 Rakovník - Slabce - Skryje

## Bezienswaardigheden

### Kasteel

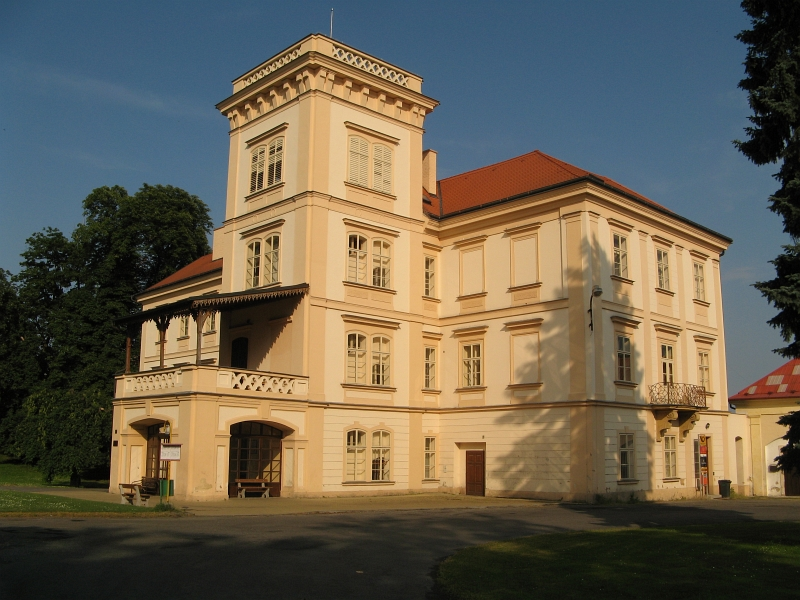
Het kasteel van Slabce

Het kasteel van Slabce werd aan het begin van de 18e eeuw gebouwd door de landheer František Karel Vančura uit Řehnice. Ook bouwde hij naast het 
kasteel een park. Na de dood van Vančura in 1713 wisselde het kasteel verschillende malen van eigenaar totdat het in 1754 werd gekocht door de familie Hildprandt uit Ottenhausen. De ondernemersfamilie, met wortels in Tirol, verhief Slabce tot het centrum van de regio en nam daarbij ook kasteel Krakovec en kasteel Zhora over. Het kasteel kreeg zijn huidige vorm met een prismatische toren na 1847, toen Hugo Nostic het kocht. In 1866 stond hij het landgoed af aan een nieuwe eigenaar, Alex Croy Dülmen. Ondanks talrijke anti-nazi-activiteiten tijdens de Tweede Wereldoorlog, werd de familie van de laatste edelman in Slabce, Alex Prince de Croy, in 1945 gedwongen Slabce te verlaten en werden de eigendommen in beslag genomen.
Een deel van het gebouw wordt tegenwoordig gebruikt voor culturele en sociale evenementen. In het park bevindt zich een vrij toegankelijke barokke oranjerie met beelden van heiligen: Johannes van Nepomuk, Johannes Florianus, Petrus en Wenceslaus de Heilige. Er staan nóg twee standbeelden elders in het park: een tweede beeld van Johannes van Nepomuk, onder het sportcomplex, en een beeld van Antonius van Padua, achter de vijver aan de rand van het park.

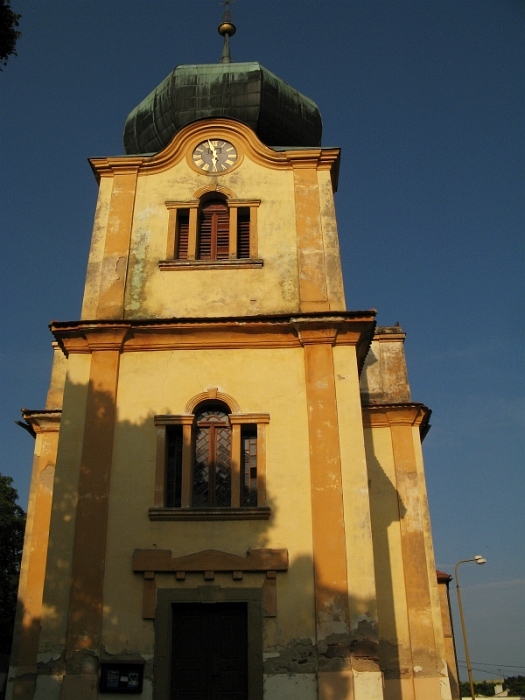
Sint-Nicolaaskerk in het centrum

Andere bezienswaardigheden in Slabce:
- De Sint-Nicolaaskerk - oorspronkelijk een Romaans gebouw (aan de zuidzijde van de kerk is in het metselwerk een Romaans portaal uit de 12e eeuw te zien), doch in de 18e eeuw in barokstijl verbouwd
- De pastorie - verbonden met het werk van verschillende belangrijke parochiepriesters
- Čechův mlýn - de eerste elektrische walsmolen van het voormalige Tsjecho-Slowakije

## Geboren in Slabce
- Karel Burian (1870-1924), zanger

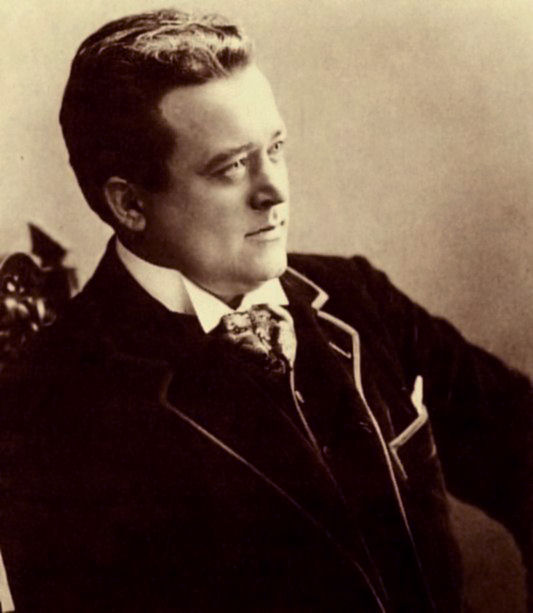
Karel Burian

- Pravoslav Kotík (1889-1970), lokaal kunstenaar
- Barbora Nerudová (1795-1869), moeder van dichter, journalist en schrijver Jan Neruda - tevens vaste huishoudster van de Franse wetenschapper Joachim Barrande
- František Zuska, kunstenaar

## Galerij

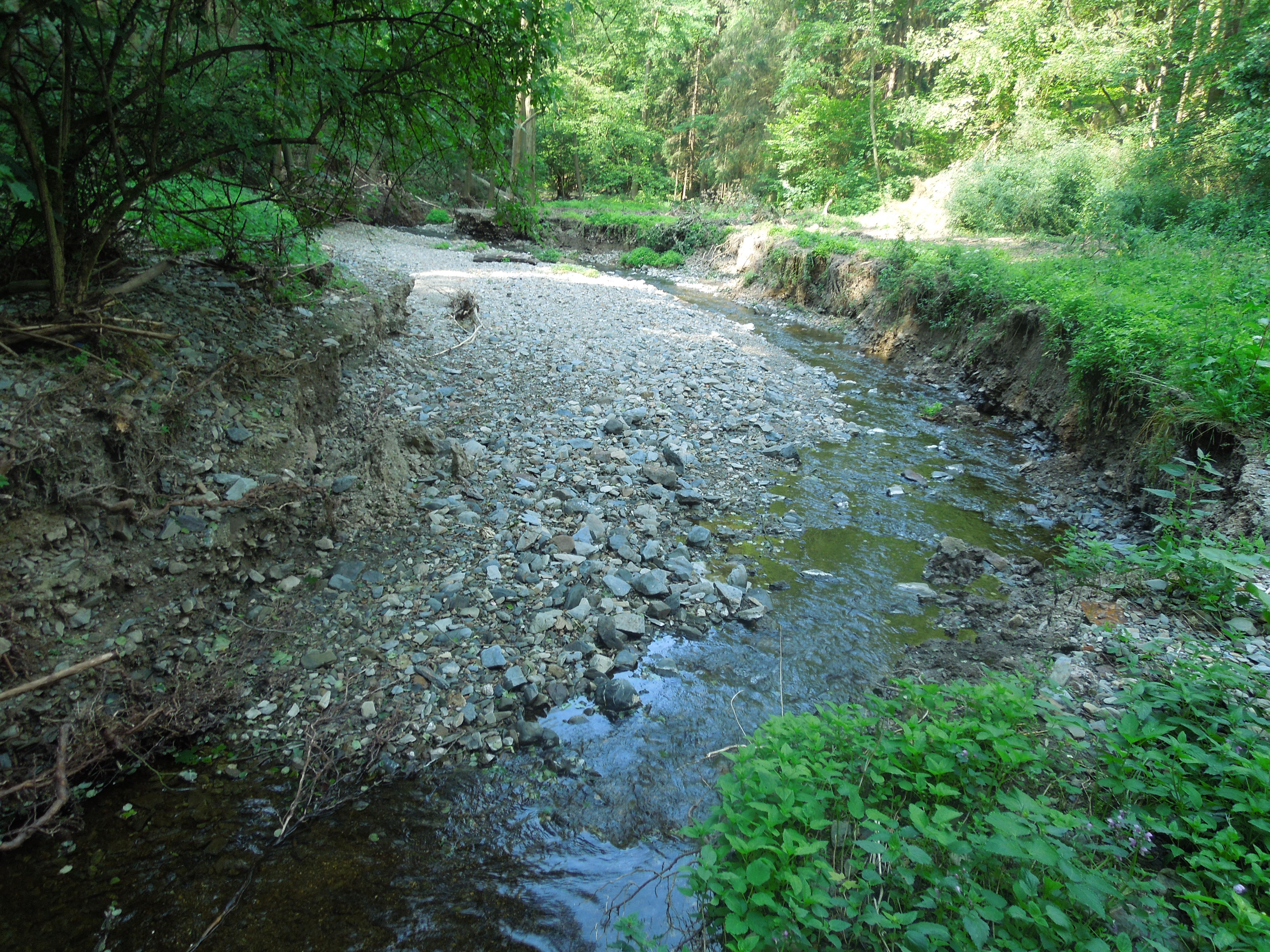
Slabeckýbeek nabij Slabce
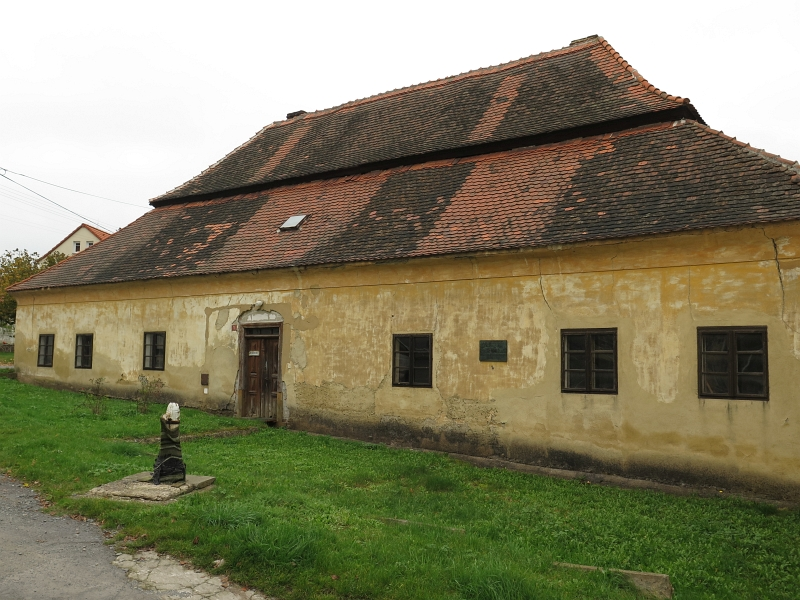
Boerderij in Slabce
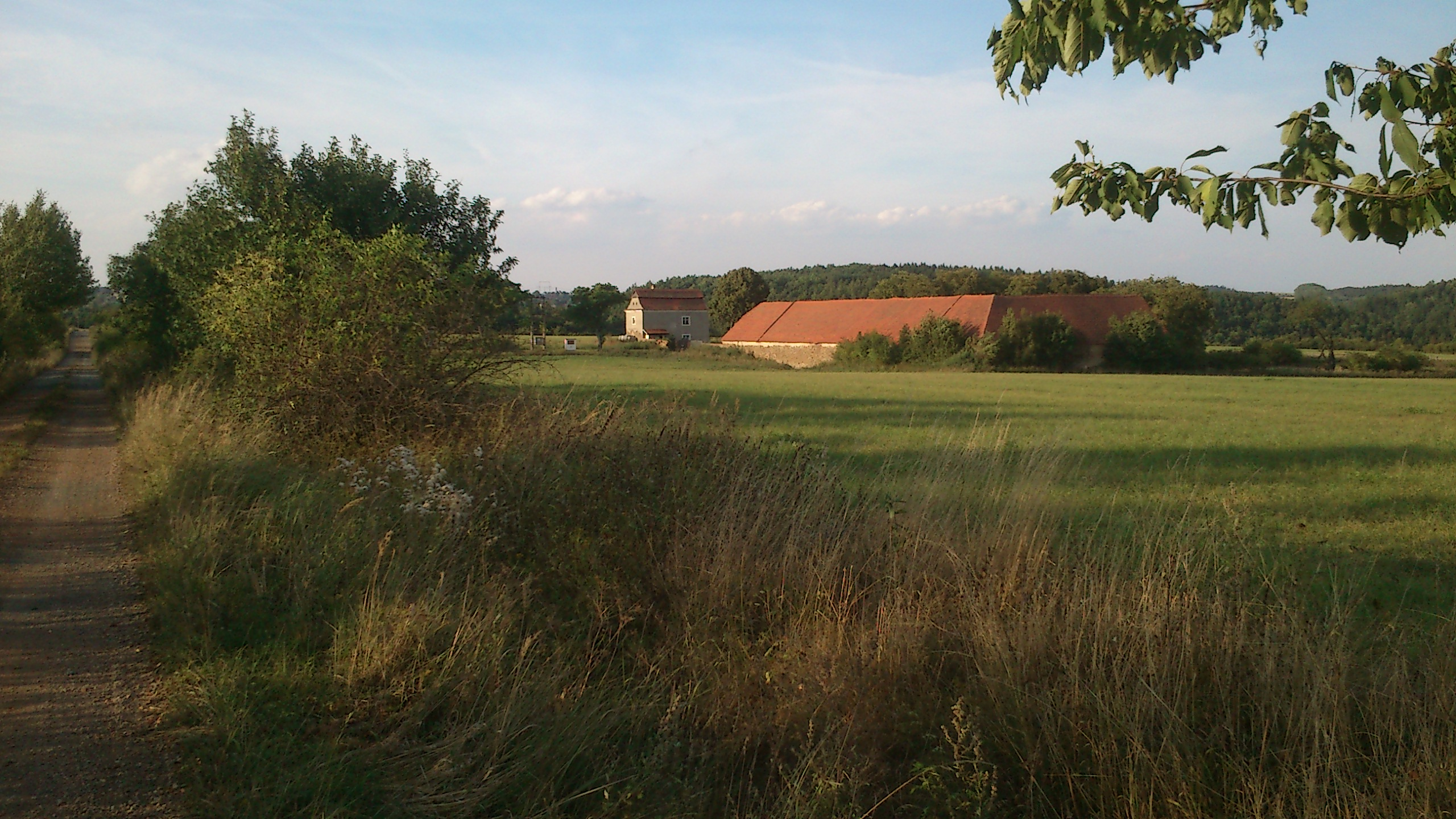
Boerderij in Slabce
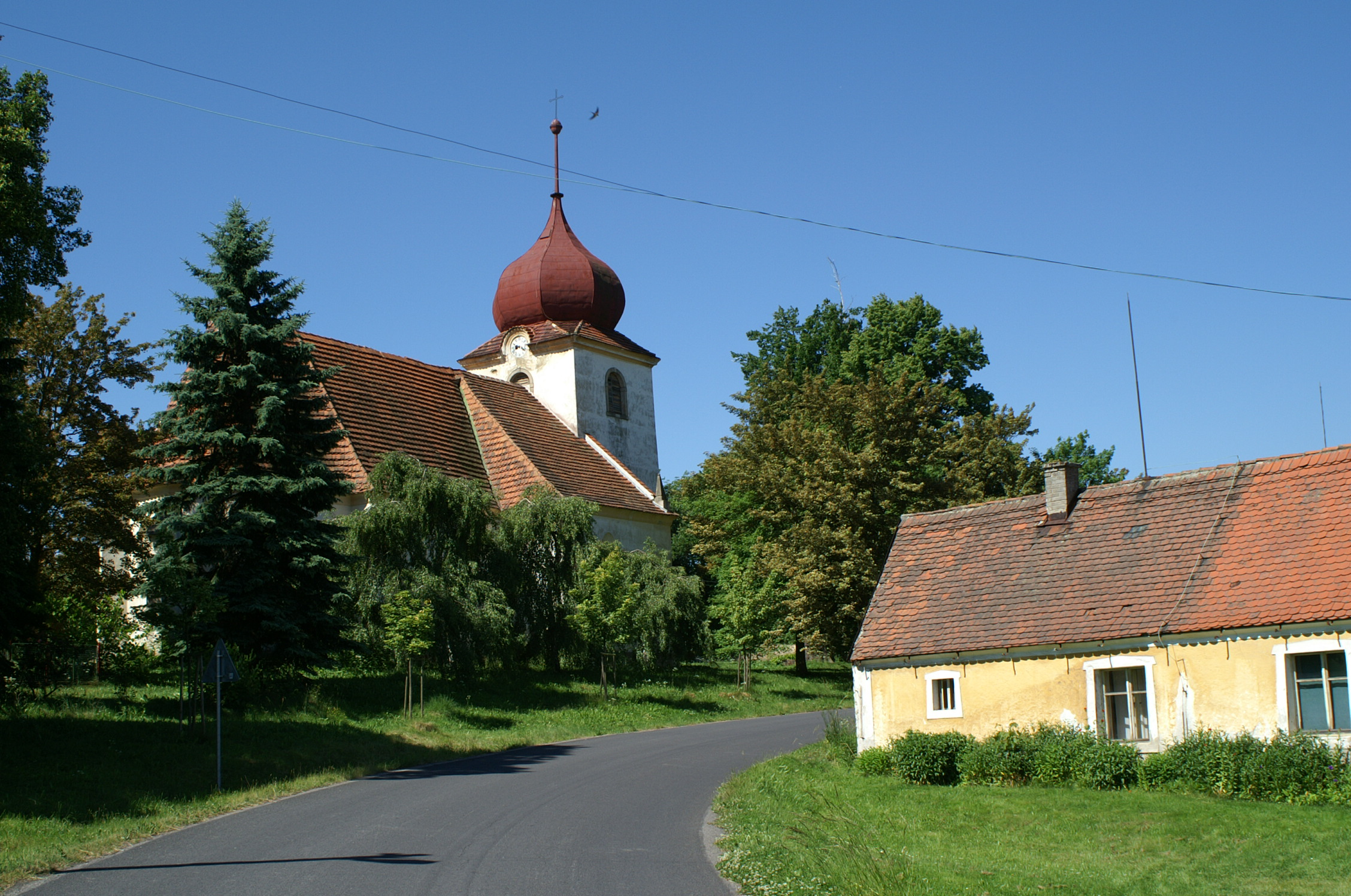
Kerk in Rousínov
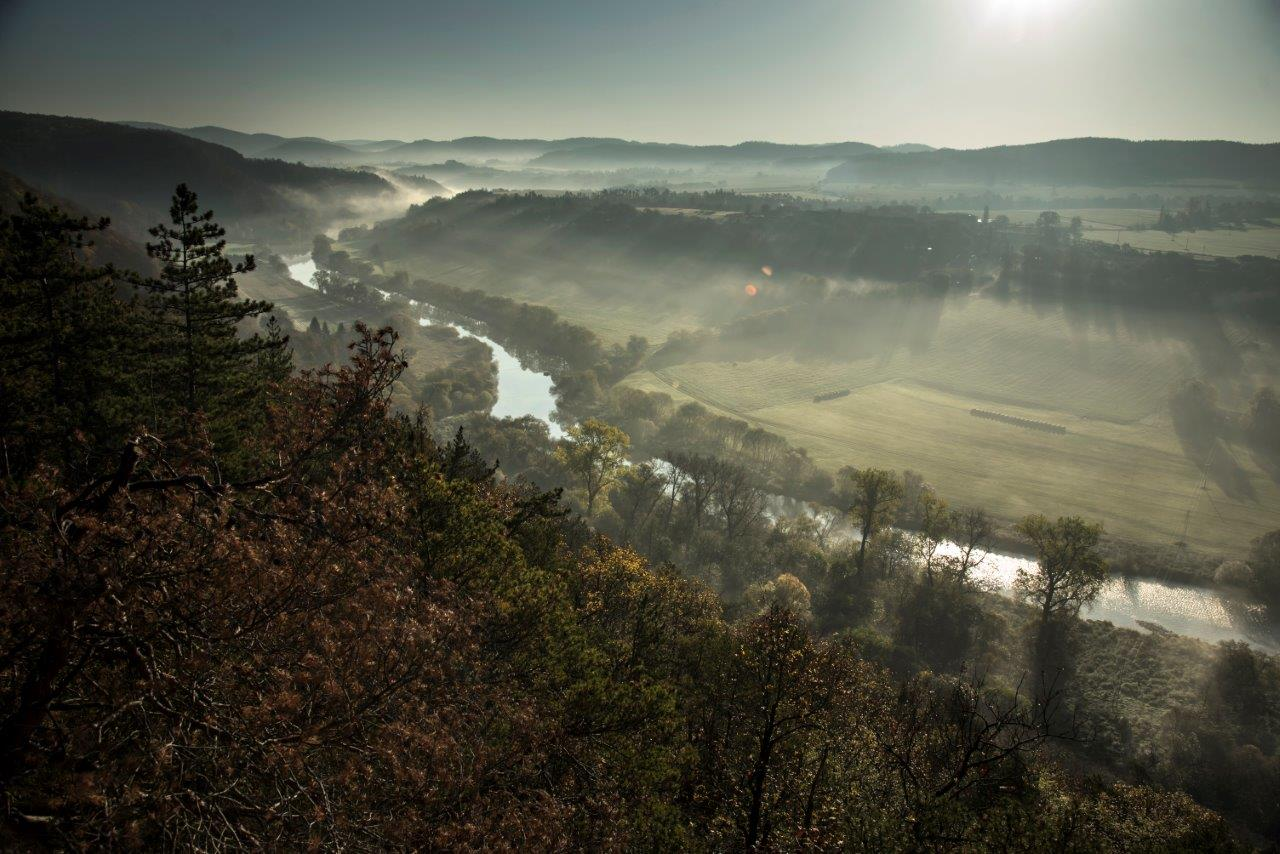
Blik op de Berounkarivier nabij Slabce
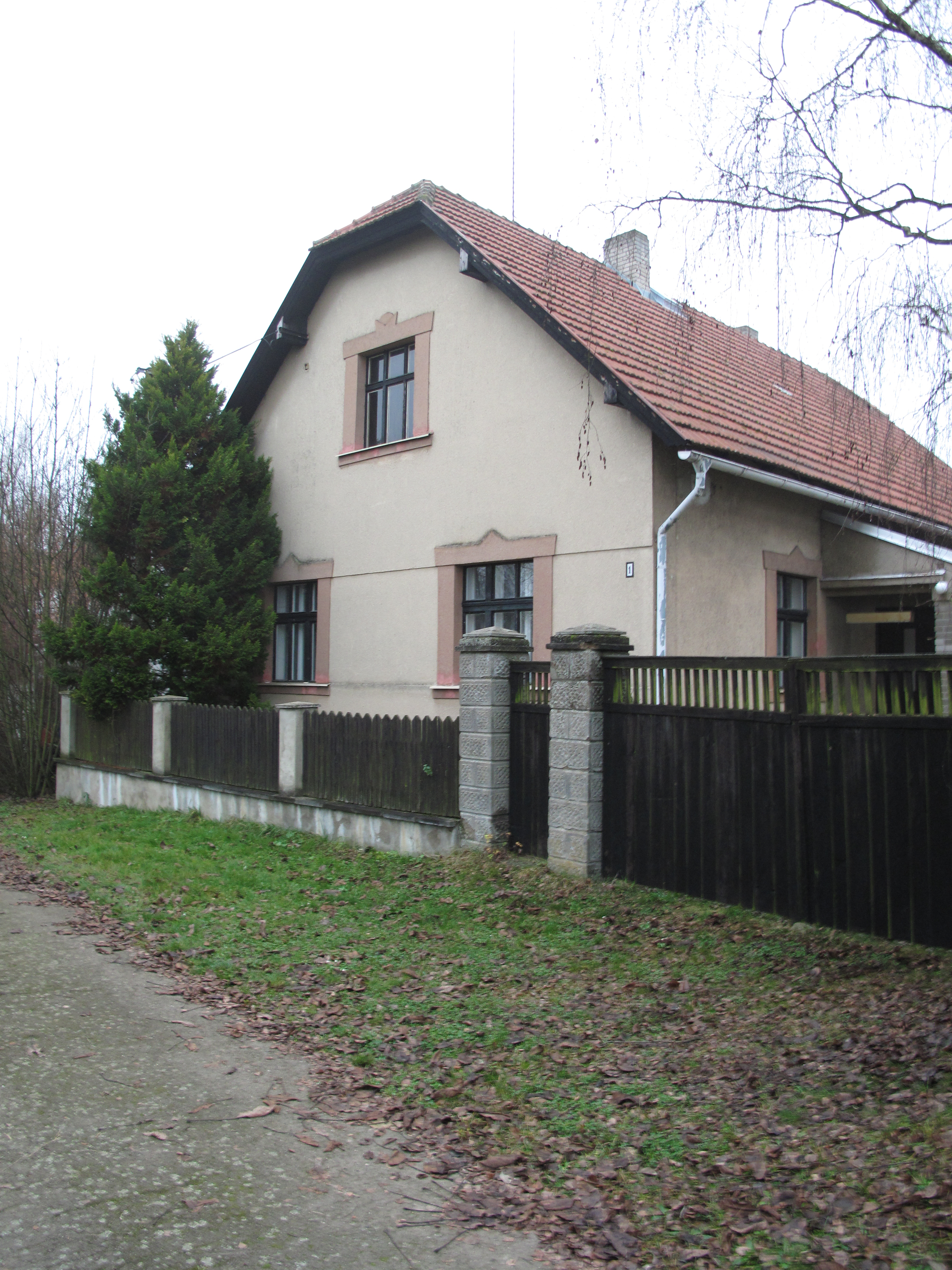
Huis in Nová Ves
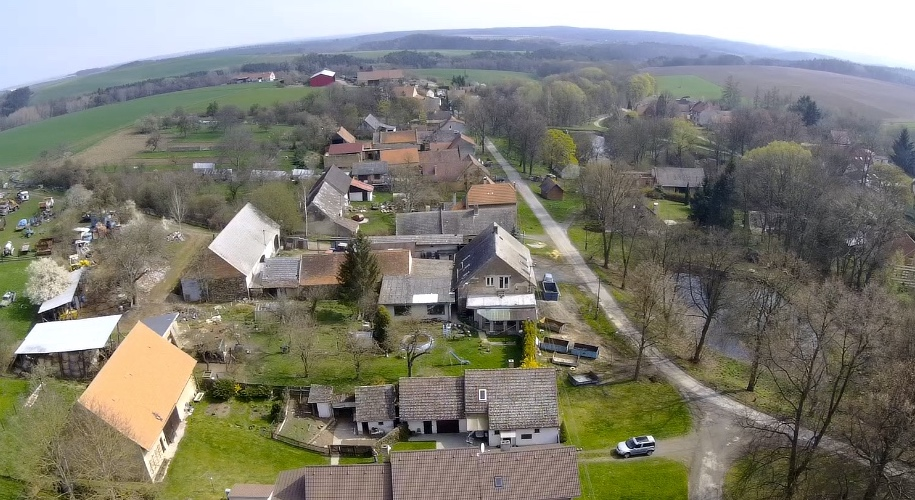
Luchtfoto van Skupá
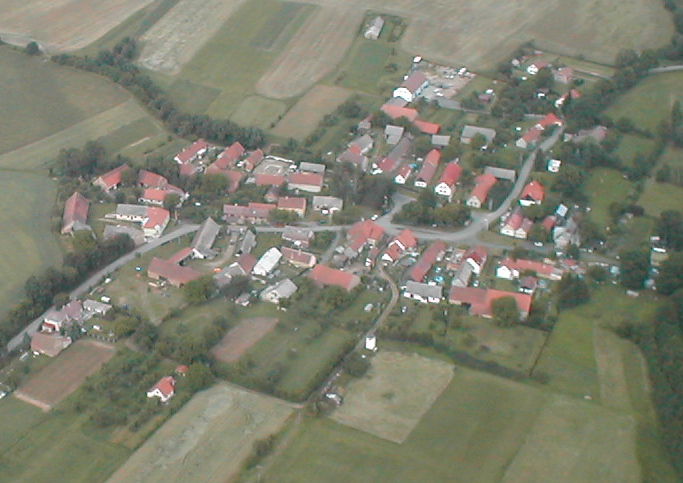
Luchtfoto van Svinařov